# Герб Кызыла
Герб Кызыла — опознавательно-правовой знак, служащий официальным геральдическим символом муниципального образования городского округа «Город Кызы́л Республики Тыва» Российской Федерации.
Современный герб Кызыла утверждён решением Хурала представителей города Кызыла от 30 марта 2016 года № 218 на основании решения комиссии по официальным символам города Кызыла от 25 марта 2016 года и заключения Геральдического Совета при Президенте Российской Федерации от 4 марта 2016 года № А 72-2-105.
Решением Хурала представителей города Кызыла от 18.05.2016 № 238 «О внесении изменений в решение Хурала представителей города Кызыла „Об официальных символах города Кызыла“» был установлен переходной период до 1 января 2017 года.

## Описание
Геральдическое описание герба города Кызыла гласит: «В червлёном (красном) поле безант (шар) и — над ним — узкое свободное острие, показанные между воздетыми и распростёртыми крыльями; все сопровождено в оконечности стеблем, завязанным в узел о трёх петлях (две и одна); все фигуры золотые».

## Символика
Герб Кызыла представляет собой геральдический щит красного цвета. Основой герба города послужила главная достопримечательность Кызыла — обелиск «Центр Азии», являющийся символом географического центра Азии. Обелиск «Центр Азии» на гербе изображён в виде безанта, символизирующего земной шар, и стелы, как бы указывающей на географический центр Азии. Слева и справа от стелы расположены воздетые и распростёртые крылья, передающие идею взлёта и процветания города. Композиция визуально ассоциируется с солнцем и цветком — олицетворяя тесную связь тувинцев с природой. В центре основания герба помещён «растительный узор» с стилистическим изображением сердца. Узор символизирует рождение реки Енисей при слиянии двух рек в черте города Кызыла. Раскрывающиеся справа и слева завитки орнамента говорят об открытости жителей города и их гостеприимстве.
Красный цвет (червлень) олицетворяет власть, мужество и неустрашимость. Он отражает красоту местности, где расположен город, указывает на прямое название города Кызыла (в переводе на русский — красный).
Жёлтый цвет (золото) — символ богатства и процветания города. Он ассоциируется и с уникальными золотыми находками из скифских курганов тувинской «Долины царей», перевернувшими представления о родине Скифии.
Таким образом, герб города Кызыла на языке символов и аллегорий отражает не только экономические, но и культурно-исторические, природно-географические особенности города Кызыла.

## История

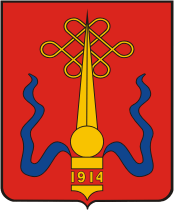
Герб 1974 года
Первый герб города Кызыла был утверждён 12 июня 1974 года решением городского Совета депутатов трудящихся Кызыла. На красном поле геральдического щита размещался исконно тувинский орнамент под названием «Узел счастья», обелиск «Центр Азии», и цифра «1914» — год основная города. По обеим сторонам центральной фигуры помещались две синие волнистые ленты, символизирующие собой Большой и Малый Енисей, которые сливаются в одно русло в городе Кызыл. Автор герба — Ю. С. Кондратенко.

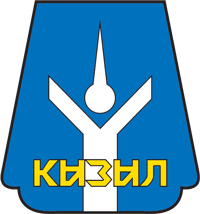
Герб 1994 года
В 1994 году у Кызыла появился новый герб. Он был утверждён Постановлением городской администрации от 19 сентября 1994 года «Об утверждении герба города Кызыла». На синем фоне геральдического щита изображался белый силуэт памятника и начертано название города. Автор герба — В. У. Донгак.

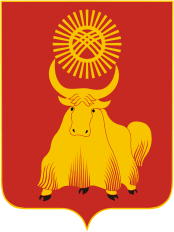
Герб 2005 года
В 2005 году новый герб города был утверждён Решением Кызылского городского Хурала представителей от 30 марта 2005 года № 44.
Герб представлял собой традиционный геральдический щит красного цвета, на котором золотом были изображены як и над рогами солнце. В символическом изображении солнца стилизованное начертание свода хараача (шанырак) юрты - национального жилища.
Автор герба — Ойдуп Александр Ондарович